# 普萊恩維尤鎮區 (北卡羅萊納州桑普森縣)
普萊恩維尤鎮區（英語：Plain View Township）是位於美國北卡羅萊納州桑普森縣的一個鎮區。

## 地方資料
普萊恩維尤鎮區的面積為119.39平方千米，皆為陸地。根據2020年美國人口普查的數據，當地共有人口4969人，而人口密度為每平方千米41.62人。